# Струйское
Струйское  — деревня в Ржевском районе Тверской области. Входит в состав сельского поселения «Чертолино».

## География
Находится в южной части Тверской области на расстоянии приблизительно 25 км по прямой на северо-запад от города Ржев на правом берегу Волги.

## История
Деревня была отмечена еще на карте 1825 года. В 1859 году здесь (деревня Ржевского уезда Тверской губернии) было учтено 3 двора, в 1939—18.

## Население
Численность населения: 22 человека (1859 год), 6 (русские 100 %) в 2002 году, 1 в 2010.